# Hydrocharis
Hydrocharis é um género botânico pertencente à família hydrocharitaceae.

## Classificação do gênero
| Sistema | Classificação                    | Referência |
| ------- | -------------------------------- | ---------- |
| Linné   | Classe Dioecia, ordem Enneandria | [ 1 ]      |